# 新行政首都
新行政首都（New Administrative Capital，NAC，羅馬化：Al-ʿĀṣima al-ʾIdāriyya al-Jadīda），是埃及一個涉及建設新首都的大型项目，該項目從2015年開始推進。2015年3月13日，当时的埃及住房部长穆斯塔法·馬布里在埃及经济发展会议上宣布了这一消息。2021年11月3日，埃及总统阿卜杜勒-法塔赫·塞西決定埃及政府計畫12月將首都迁往新行政首都，但遲至2024年初行政首都的建設尚未完成，截至目前新首都也尚未命名。
新首都位于开罗以东45公里、緊鄰新開羅。根据规划，新首都将成为埃及新的行政和金融首都以及主要政府部门和部委、外国大使馆的所在地。新首都建成後面積700平方（270平方英里），人口為650万至700万。
埃及政府表示，遷都的一个主要原因是为了缓解开罗的拥堵，开罗已经是世界上最拥挤的城市之一，开罗人口接近2000万，预计未来几十年大開羅地區的人口将翻倍。
新首都的所在地是沙漠地區，需要建設管線引進尼羅河的水。中國的工程公司得標到中央商業區（CBD）的龐大工程，要在50萬平方公里的沙漠上蓋20座摩天大樓，還建設一座高達385.5公尺的標誌塔，展現綠色智慧化的建築，2022年3月主體工程已經完工。

## 建築

### 伊斯蘭文化中心
伊斯兰文化中心（大清真寺）是非洲最大的清真寺。清真寺采用马穆鲁克风格建造，位于一座小山上，俯瞰着新行政首都。它是埃及最大的清真寺，也是中东第三大清真寺。

### 基督诞生大教堂

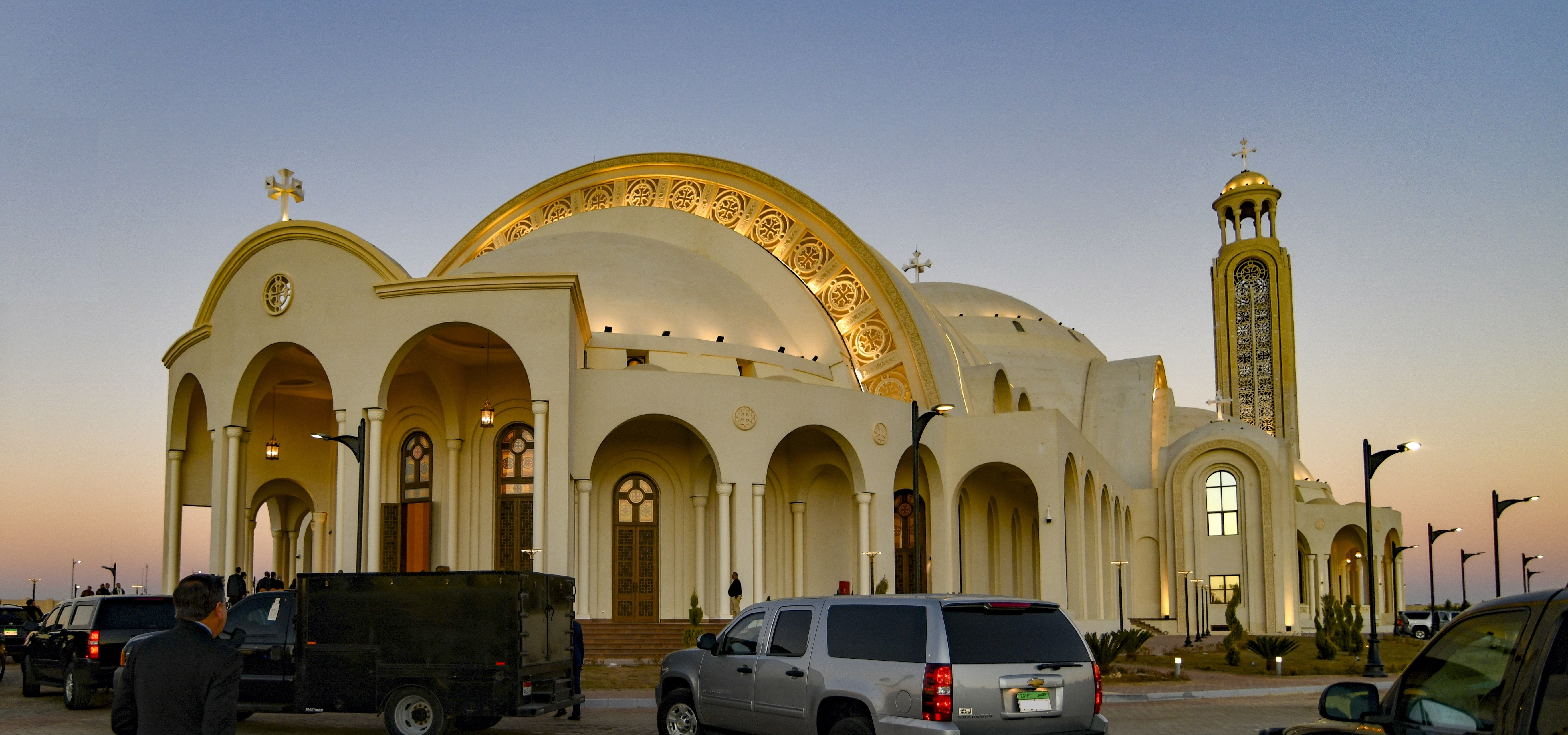
基督诞生大教堂

基督诞生大教堂（科普特语：ⲡⲓⲉⲣⲫⲉⲓ ⲛ̀ⲕⲁⲑⲉⲇⲣⲁ ⲛ̀ⲧⲉ ⲡϫⲓⲛⲙⲓⲥⲓ ⲙ̀ⲡⲭⲣⲓⲥⲧⲟⲥ，罗马化：Pi-erfey EnKathedhra Ente Epjinmisi EmPi-Ekhrestos，意为“基督诞生大教堂”；阿拉伯语：كاتدرائية ميلاد المسيح，罗马化：Kātidrāʾiyya Mīlād al-Masīḥ）是一座亞歷山卓科普特正教會大教堂，位于埃及尚未命名的新行政首都，距离开罗约 45 公里。该教堂由埃及总统阿卜杜勒-法塔赫·塞西下令建造，并于 2019 年 1 月 6 日由塞西总统和亚历山大科普特东正教教会教宗塔瓦德罗斯二世共同揭幕。它可以容纳8200人，是中东地区最大的教堂，也是全球面积最大的东方正统教会教堂。
大教堂的设计灵感来源于诺亚方舟，符合科普特传统。它包括一个主广场和教皇总部、接待厅、会议室和行政办公室。此外，大教堂还设有两层地下车库、服务大楼和两座钟楼。这些钟楼采用科普特风格设计。

### 绿河公园
埃及人在建造时将其称为“绿色尼罗河”。绿河公园（又称首都公园）是一个城市公园，计划沿着整个新首都延伸，代表尼罗河。预计长35公里（22 英里）。公园的初始阶段约为前 10 公里（6.2 英里），目前正在建设中。

### 八角大楼
八角大楼是埃及新的国防部总部。

### 埃及国际奥林匹克城
为该国可能申办的国际体育赛事而修建，特别是為了奥运会和世界杯而建造的体育综合体，拥有超过22个体育设施，其中之一是世界第四大足球场。新行政首都体育场于2024年启用，可容纳超过93,900人；它是埃及最大的体育场，也是非洲第二大体育场。该体育场预计将取代开罗国际体育场成为新的国家体育场。

## 交通

### 鐵路
新首都與開羅之間已建設鐵公路系統，名為“開羅輕軌”的輕軌系統，由中國的工程公司承包完成；在建設過程中，中國工程隊克服了每天攝氏40多度高溫及風沙。

### 航空
首都国际机场是埃及新首都的机场，旨在缓解开罗国际机场和吉萨金字塔附近的斯芬克斯国际机场的压力。